# Josef Metelka
Josef Metelka (21. srpna 1912 Jilemnice – 21. srpna 1979 Olomouc) byl český matematik, v letech 1966 až 1969 rektor Univerzity Palackého.

## Život
Narodil se v roce 1912 v Jilemnici do učitelské rodiny. Ve svém rodišti poté v letech 1923 až 1931 absolvoval reálné gymnázium. Po jeho absolvování zahájil studium na Fakultě strojního a elektrického inženýrství ČVUT, avšak již po prvním semestru přešel na Přírodovědeckou fakultu Univerzity Karlovy, kde zahájil studium matematiky. Poté absolvoval absolutorium, krátce učil na jilemnické měšťanské škole a absolvoval povinnou vojenskou službu. V letech 1939 až 1944 vyučoval matematiku na gymnáziu v České Třebové. Na začátku roku 1944 byl totálně nasazen, ale již v březnu se mu z totálního nasazení podařilo uprchnout. Poté se skrýval u své rodiny. Ihned po osvobození Československa vstoupil do Československé armády a účastnil se obsazení a následné správě Sudet v Severních Čechách.
V září 1945 se stal učitelem matematiky na reálném gymnáziu v Jablonci nad Nisou, kde působil do února 1949, kdy přešel na Pedagogickou fakultu Univerzity Palackého a začal bydlet v Olomouci. Během svého působení na jabloneckém gymnáziu strávil rok na studijním pobytu v Lutychu. Již v roce 1945 se zároveň stal členem KSČ a brzy poté začal působit také jako předseda okresního grémia komunistické strany. Aktivně se jako člen různých výborů zúčastnil únorového převratu, ale po odchodu do Olomouce v roce 1949 dále působil jen jako řadový člen komunistických orgánů fungujících na fakultě.
V letech 1949 až 1972 tak Metelka působil na Katedře algebry a geometrie PF UP. V roce 1950 se stal vedoucím Ústavu pro matematiku a deskriptivní geometrii, děkanem Pedagogické fakulty UP a také docentem. Jen o pouhé čtyři roky později byl pak jmenován profesorem matematiky. V letech 1953 až 1957 byl prorektorem Vysoké školy pedagogické a v letech 1960 až 1964 prorektorem Univerzity Palackého. V roce 1966 se stal rektorem univerzity jako vůbec první volený rektor na základě zákona z roku 1966. Byl zastáncem reforem provedených v rámci Pražského jara, nedlouho po invazi vojsk Varšavské smlouvy v srpnu 1968 začal mít problémy. V květnu 1969 byl sice ve funkci rektora ještě potvrzen, avšak nově jmenovaný ministr školství, normalizátor Jaromír Hrbek, jeho opětovné jmenování do funkce neschválil. Metelka tak v srpnu 1969 rezignoval a krátce poté byl nahrazen normalizátorem Františkem Gazárkem a v dubnu 1970 zbaven pracovního poměru. Do roku 1972 pracoval ve výpočetním středisku Univerzity Palackého v Řepčíně poté, co o to osobně žádal ministra Hrbka. Ten mu tuto pracovní pozici umožnil pod podmínkou, že nebude narušovat "konsolidační proces univerzity". Do konce života byl poté politicky perzekvován. Zemřel v den 11. výročí okupace z roku 1968 a zároveň v den svých 67. narozenin, 21. srpna 1979 v Olomouci.